# 吧巴
吧巴是馬來西亞沙巴西海岸省吧巴县的一个小镇，位於吧巴河南岸距海邊不遠處。2010年人口有124420人。